# 1973 у хокеї з шайбою
Нижче наведені хокейні події 1973 року у всьому світі.

## Головні події
На чемпіонаті світу в Москві золоті нагороди здобула збірна СРСР.
У фіналі кубка Стенлі «Монреаль Канадієнс» переміг «Чикаго Блекгокс».
У першому сезоні Всесвітньої хокейної асоціації кубок АВКО здобув клуб «Нью-Інгленд Вейлерс».

## Національні чемпіони
- Австрія: «Клагенфурт»
- Болгарія: ЦСКА (Софія)
- Данія: «Гернінг»
- Італія: «Больцано»
- Нідерланди: «Тілбург Трапперс»
- НДР: «Динамо» (Вайсвассер)
- Норвегія: «Волеренга» (Осло)
- Польща: «Подгале» (Новий Тарг)
- Румунія: «Динамо» (Бухарест)
- СРСР: ЦСКА (Москва)

- Угорщина: «Ференцварош» (Будапешт)
- Фінляндія: «Йокеріт» (Гельсінкі)
- Франція: «Шамоні» (Шамоні-Мон-Блан)
- ФРН: «Фюссен»
- Чехословаччина: «Тесла» (Пардубиці)
- Швейцарія: «Ла-Шо-де-Фон»
- Швеція: «Лександ»
- Югославія: «Акроні» (Єсеніце)

## Переможці міжнародних турнірів
- Кубок європейських чемпіонів: ЦСКА (Москва, СРСР)
- Турнір газети «Известия»: збірна СРСР
- Кубок Шпенглера: «Слован» (Братислава, Чехословаччина)
- Кубок Ахерна: «Спартак» (Москва, СРСР)
- Турнір газети «Советский спорт»: ЦСКА (Москва)

## Народились
- 13 січня — Микола Хабібулін, російський хокеїст. Олімпійський чемпіон.
- 24 лютого — Олексій Ковальов, російський хокеїст. Олімпійський чемпіон.
- 26 жовтня — Роберт Петровицький, словацький хокеїст. Чемпіон світу.
- 2 листопада — Джейсон Сміт, канадський хокеїст.